# Erik van den Emster
Frederik Willem Hendrik (Erik) van den Emster (geboren 1949) is een Nederlands rechter.
Van den Emster volgde de hogereburgerschool (HBS-B) en studeerde vervolgens rechten aan de Erasmus Universiteit Rotterdam. Na zijn afstuderen werd hij rechterlijk ambtenaar in opleiding (Raio) bij de rechtbank Breda; tijdens zijn raio-schap liep hij ook twee jaar stage bij Dutilh. Na zijn raio-schap was hij nog een jaar gerechtsauditeur, waarna hij in 1983 werd benoemd tot rechter bij de rechtbank Breda; hij werkte daar in de civiele sector en als rechter-commissaris in strafzaken. In 1989 werd hij vicepresident van de Bredase rechtbank en voorzitter van de faillissementskamer, en vanaf 1994 coördinerend vicepresident en hoofd van de sector strafrecht. In 1998 stapte hij over naar de rechtbank Rotterdam als coördinerend vicepresident en hoofd van de civiele sector, en in 2000 werd hij daar benoemd tot president van de rechtbank als opvolger van Johannes Mendlik (met wie hij al eerder had gewerkt in diens tijd als president van de rechtbank Breda). Tijdens zijn presidentschap speelde onder andere de Schiedammer parkmoord, een van de grootste gerechtelijke dwalingen in Nederland.
In april 2007 werd Van den Emster benoemd tot lid van de Raad voor de Rechtspraak, en met 1 januari 2008 was hij voorzitter van die Raad als opvolger van Bert van Delden. Tijdens zijn termijn als voorzitter speelden onder meer de strafzaak tegen Geert Wilders, de herziening van de gerechtelijke kaart, waarbij het aantal rechtbanken sterk werd teruggebracht als gevolg van samenvoegingen, en het "Manifest van Leeuwarden", waarin rechters zich beklaagden over de sterk toegenomen werkdruk. Per 1 april 2013 trad Van den Emster terug als voorzitter van de Raad voor de Rechtspraak; hij werd opgevolgd door Frits Bakker. Hij keerde terug naar de Rotterdamse rechtbank als strafrechter.
Tot december 2014 was Van den Emster ook lid van de raad van toezicht van het Erasmus MC, waar hij werd opgevolgd door Aart Hendriks.